# Nikita Masepin
Nikita Dmitrijevitj Masepin (russisk: Ники́та Дми́триевич Мазе́пин; født d. 2. marts 1999) er en russisk racerkører. Han kørte en enkelt sæson i Formel 1 i 2021, men fik sin kontrakt termineret i 2022 efter Ruslands invasion af Ukraine.

## Baggrund
Nikita er søn af Dimitri Masepin, en russisk oligark, som ejer størstedelen af Ruslands største gødningsproducent, Uralchem.

## Tidlige karriere

### Gokarts
Masepin begyndte sin karriere i gokarts i 2011, og arbejde sig op igennem divisionerne over de næste år. Han blev i 2014 andenpladsen i verdensmesterskabet i gokarts, kun bag ved Lando Norris.

### Lavere formel rækker
Masepin debuterede i 2014 i formelbiller, og kørte i forskellige række i Europa og New Zealand over de næste to år.

### Formel 3
Masepin rykkede i 2016 op i Formel 3. Han sluttede på tyvendepladsen i sæsonen. Hans debutsæson i Formel 3 blev i stedet husket for at han startede en slåskamp med køreren Callum Ilott, som resultat blev bandlyst for et ræs.
Han vendte tilbage i 2017 sæsonen, og klarede sig markant bedre, da han kom på podiet tre gange, og sluttede på tiendepladsen.

### GP3 Series
Masepin deltog i GP3 Series i 2018. Han imponerede stort i sæsonen, og kom på andenpladsen i mesterskabet, kun bag holdkammerat  Anthoine Hubert.

### Formel 2
Masepin rykkede i 2019 op i Formel 2. Hans debutsæson var dog ikke en succes, da han sluttede på attendepladsen, hvilke var markant dårligere end sin holdkammerat Nyck de Vries, som vandt mesterskabet.
2020 sæsonen var markant bedre for Masepin, som vandt to ræs i sæsonen, og sluttede på femtepladsen.

## Formel 1-karriere

### Testkører
Masepin var testkører for Force India fra 2016 til 2018. Han testkørte også for Mercedes i 2019.

### Haas

#### 2021
Masepin blev i december 2020 annonceret som kører for Haas, sammen med Mick Schumacher, for 2021 sæsonen, da Haas byttede både Kevin Magnussen og Romain Grosjean ud. Ved at have Masepin på holdet, fik Haas en sponsoraftale med Uralkali, et datterselskab af Dimitri Masepins Uralchem.
Masepin havde en meget kort debut, da han efter kun 2 sving og lidt over 20 sekunder, mistede kontrol over bilen og kørte galt. Han blev her den første kører til at måtte trække sig fra sit debutræs i den første omgang siden 2002. Han havde i løbet af sæsonen problemer med, at holde bilen under kontrol, og endte med et spinde bilen rundt flere gange. Masepin blev givet øgenavnet 'Mazespin' af fans, som oprettede en hjemmeside som dokumenterede alle gange Masepin mistede kontrol over bilen.
Haas havde en svær sæson, og scorede ingen point på sæsonen. Masepin sluttede sidst på enogtyvendepladsen.

#### 2022
Masepin var under kontrakt til fortsætte hos Haas for 2022 sæsonen. Efter Ruslands invasion af Ukraine, besluttede Haas at terminere deres kontrakt med sponsoren Uralkali, og som resultat mistede Masepin sin plads på holdet, som havde været baseret på sponsoraftalen.

## Kontrovers
Masepin kom i kontrovers bare en uge efter at han havde skrevet under med Haas. Dette skete efter at han havde lagt en video op på hans Instagram-profil, hvor han befamlede en model på brysterne, imens de sad bag i en bil. Modellen, ved navn Andrea D’lval, sagde efterfølgende, at hende og Masepin var venner, og det havde været en joke. D'Ival har dog senere på sin Instagram lavede flere opslag, med hentydninger om at episoden ikke var en spøg. Et opslag hvor en følger spurgte om hvilke råd hun ville give til hendes yngre jeg, svarede hun: "drik ikke for meget tequila på en yacht i Dubai." Hun slog også et opslag op med sloganet 'Beskyt fulde piger!'. Haas tog afstand fra videoen, som de kaldte 'afskyelig', og sagde at de ville håndtere problemet internt. Vrede Formel 1-fans fik herefter hashtaget #WeSayNoToMazepin til at trende på Twitter. Masepin undskyldte på sociale medier efter, men slettede kort efter opslaget, hvilke kun trak mere kritik.